# 宮田光雄 (内務官僚)

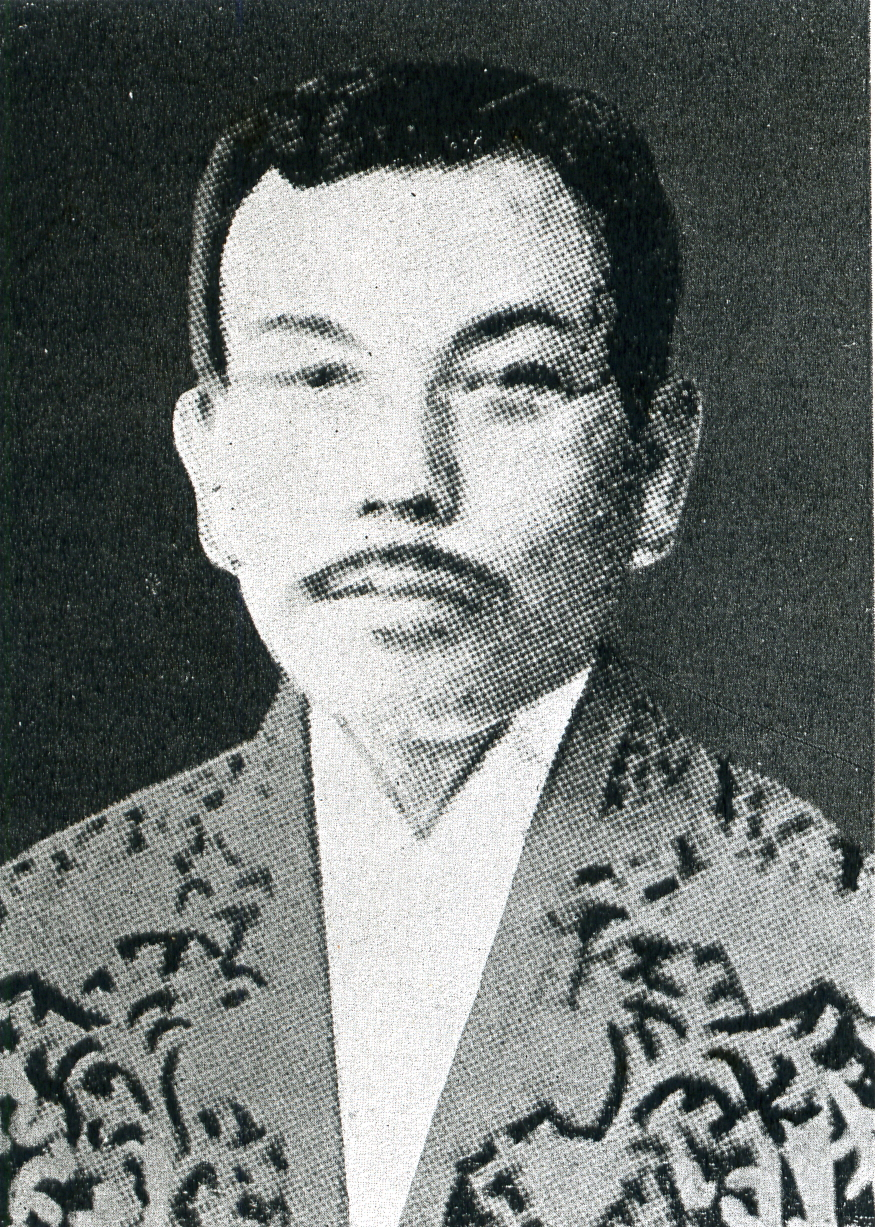
宮田光雄の肖像写真

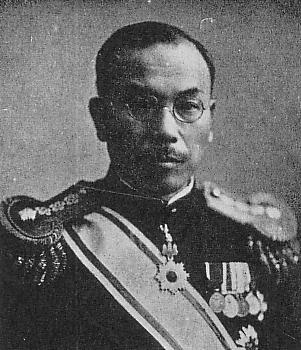
警視総監在任中の宮田光雄

宮田 光雄（みやた みつお、1878年（明治11年）11月25日 - 1956年（昭和31年）3月8日）は、日本の官僚、政治家。内閣書記官長、衆議院議員、貴族院議員。

宮田光雄と妻ツヤの宮中正装

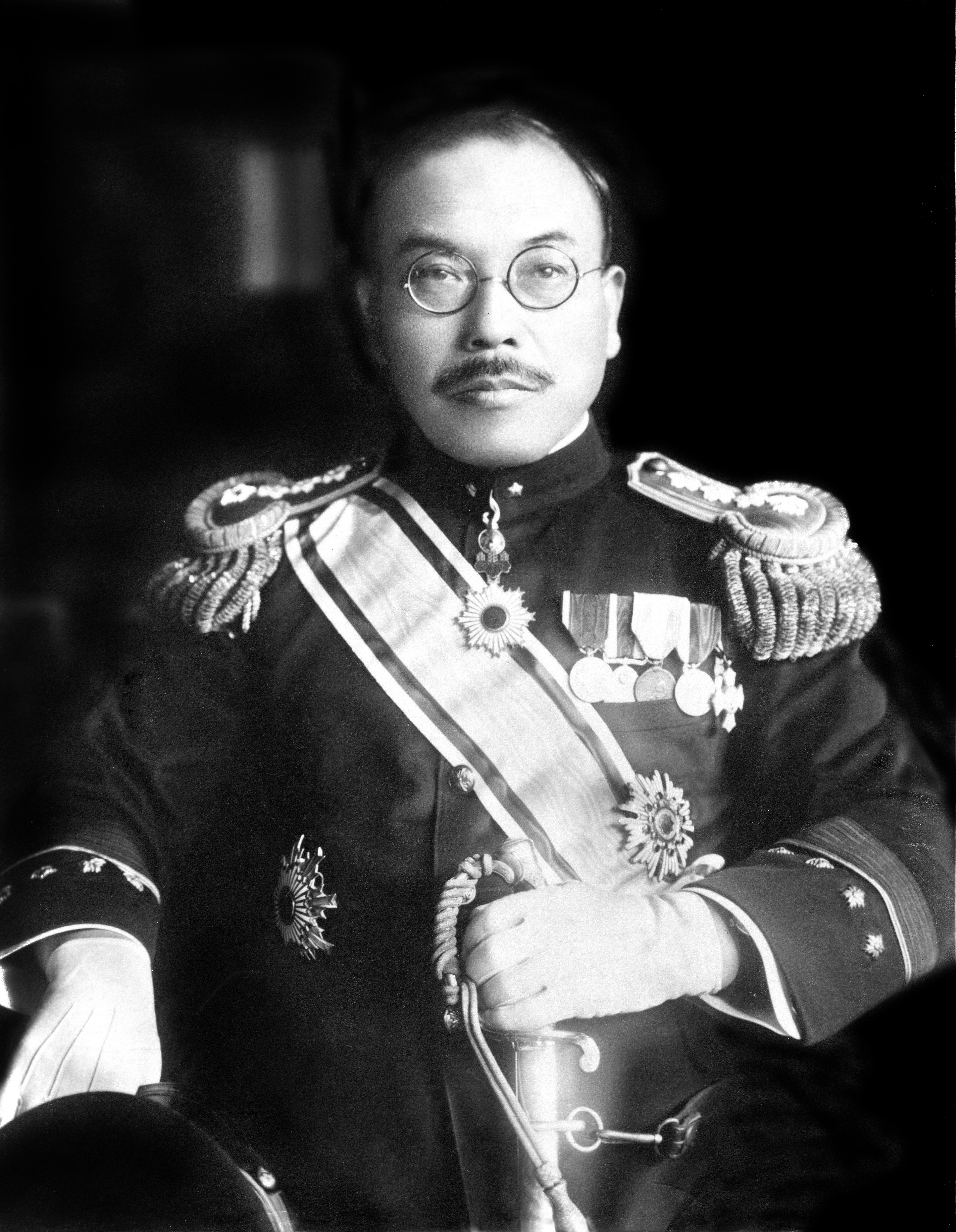
警視総監在任中の宮田光雄

## 来歴・人物
三重県一志郡八ツ山村（後に白山町、現在は津市）の村長で酒造を営む素封家宮田宇吉の長男として、同村八対野の屋敷に於いて生まれる。愛知一中、三高、帝国大学法科大学卒業（のちの東京大学法学部）。
貴族院官僚として奉職するも、衆議院議員として三重県より立候補、その後は貴族院勅選議員として活躍した。原敬首相の目にとまり1919年（大正8年）6月28日、福島県知事として赴任。1922年（大正11年）6月12日に加藤友三郎内閣で内閣書記官長として抜擢され、福島県知事を退任し、大腸癌を患う加藤友三郎首相にかわり国政を取り仕切る。1924年（大正13年）1月2日、貴族院勅選議員に任じられた。
1927年（昭和2年）4月20日、警視総監に就任する。1928年（昭和3年）12月28日、従三位勲一等瑞宝章受章。1929年（昭和4年）6月25日、和歌山遊廓問題にからみ、警視総監を辞職。
大政翼賛会興亜総本部長を経て、終戦時の陸軍参謀総長梅津美治郎の東京裁判での弁護人も勤める。戦後公職追放となる。
1936年（昭和11年）にプロ野球の大東京軍が発足した際には、球団の出資元の國民新聞からの依頼を受けて、取締役会長に就任した。
1938年（昭和13年）2月21日、大日本運動の結成式で、発起人として式辞を述べる。
1946年（昭和21年）5月14日、貴族院議員を辞職した。

## 親族
- 相浦多三郎 - 妻の父。陸軍少将。

## 栄典
位階
- 1929年（昭和4年）3月15日 - 正四位

勲章等
- 1928年（昭和3年）12月28日 - 勲一等瑞宝章

外国勲章佩用允許
- 1916年（大正5年）11月28日 - ロシア帝国：神聖スタニスラス第二等勲章[5]